# Alioum Boukar
Alioum Boukar (Yaoundé, 3 gennaio 1972) è un ex calciatore camerunese, di ruolo portiere.

## Carriera

### Club
Iniziò la carriera a 20 anni nel Canon Yaoundé, squadra della sua città natale e tra le più importanti del Camerun. Nel 1995 si trasferì in Europa, più precisamente in Turchia dove venne messo sotto contratto dal Samsunspor, con i quali totalizzò 139 presenze nel campionato di calcio turco. 
Nel 2002, anno del Mondiale, si trasferì all'İstanbulspor, in cui rimane una sola stagione prima di passare al Konyaspor, fresco di vittoria in Lig A e quindi neo promosso in Süper Lig. Nel 2005 torna al Samsunspor, che lo schiera per 10 volte in campionato. L'anno successivo gioca per l'Altay Izmir, e dal 2007 fino al ritiro milita nell'İstanbulspor.

### Nazionale
Ha giocato per il Camerun dal 1992 al 2004, rimanendo però spesso in panchina come secondo di Jacques Songo'o; al campionato del mondo 2002 però giocò da titolare. In totale ha giocato per la sua Nazionale 14 volte.